# Provincia de Soacha
La provincia de Soacha es una de las quince provincias del departamento de Cundinamarca (Colombia). 
La legislación del país no provee a las provincias de una estructura administrativa sólida, sino que les asigna la responsabilidad de focalizar la administración departamental hacia algunas regiones relativamente homogéneas de su territorio. En este caso, la provincia de Soacha se caracteriza por ser el sector suroccidental de la aglomeración urbana de Bogotá, por lo que, aunque solo está conformada por los municipios de Soacha y Sibaté, tiene la categoría de provincia, por sus características especiales.

## Contexto territorial
La provincia está ubicada en el centro del departamento, en la parte sur de la Sabana de Bogotá, está rodeada por las montañas de las regiones naturales del Tequendama y del Sumapaz cuyos ríos desembocan en el río Bogotá como el Muña, El Soacha y el Aguas Claras. En medio de la provincia se encuentra el Embalse del Muña y humedales como el sistema Tierra Blanca-Neuta-El Vínculo, que en el pasado fue una laguna. 
Por movilidad, esta provincia está conectada con la Autopista Sur desde Bogotá, por medio del Corredor de Transporte Bogotá-Soacha, que presta servicios a ambos municipios, si bien históricamente tuvo conexión con el Ferrocarril de la Sabana por los ramales que se dividían en Chusacá (San Miguel y Salto del Tequendama) y además Sibaté formó parte de Soacha hasta desde 1875 a 1968 como la inspección de San Miguel.
Actualmente la provincia de Soacha está vinculada tanto Policía Metropolitana MESOA dentro de la Región Metropolitana de la Sabana establecido por la Policía Nacional de Colombia como a la autoridad ambiental de la Corporación Autónoma Regional de Cundinamarca CAR.

### Límites provinciales
La Provincia de Soacha limita al oriente con Bogotá, D.C. entre la desembocadura del río Tunjuelo con el Bogotá en Bosa por el noreste hasta la vereda Las Margaritas de Usme al sureste. Al noroccidente con Provincia del Tequendama. Al norte con la Provincia de Sabana Occidente, y al occidente y sur, la Provincia del Sumapaz.

## Galería fotográfica

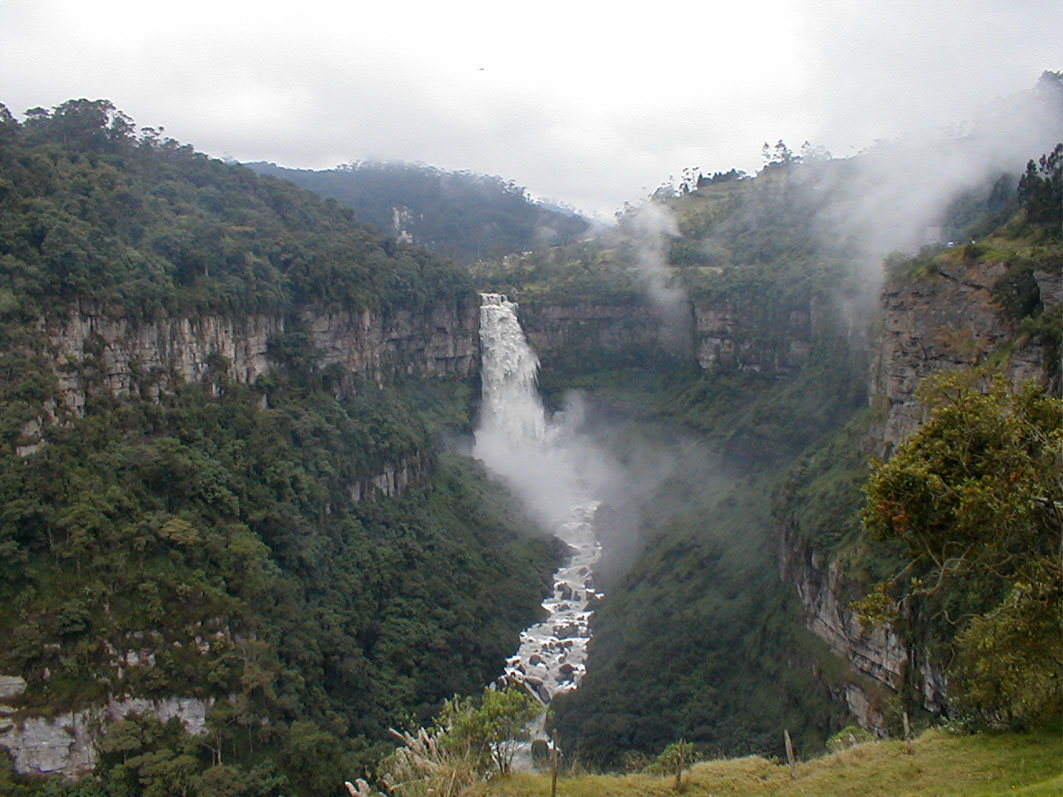
Salto del Tequendama, ubicado en el municipio de Soacha.
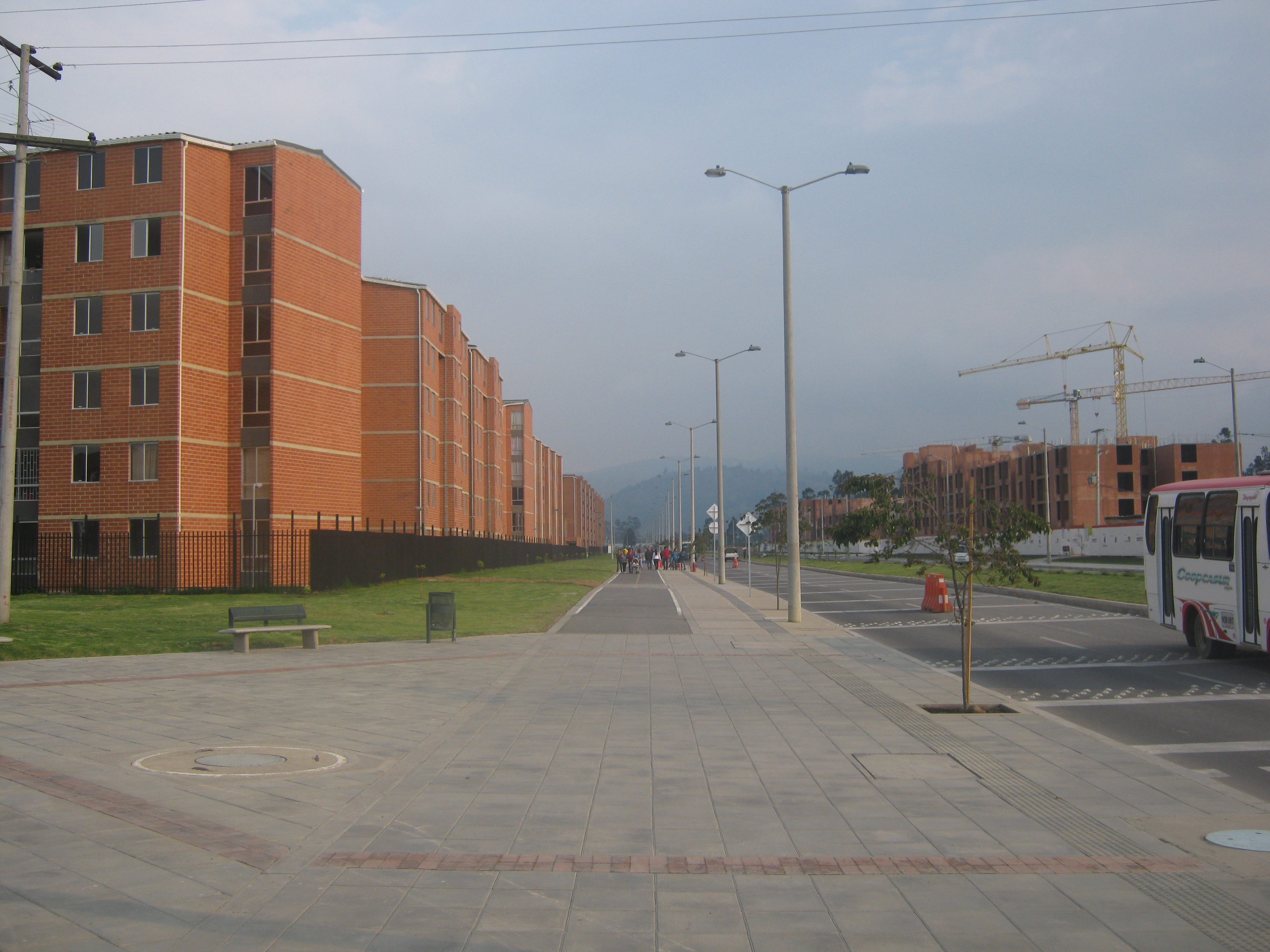
Ciudad Verde, en Soacha.
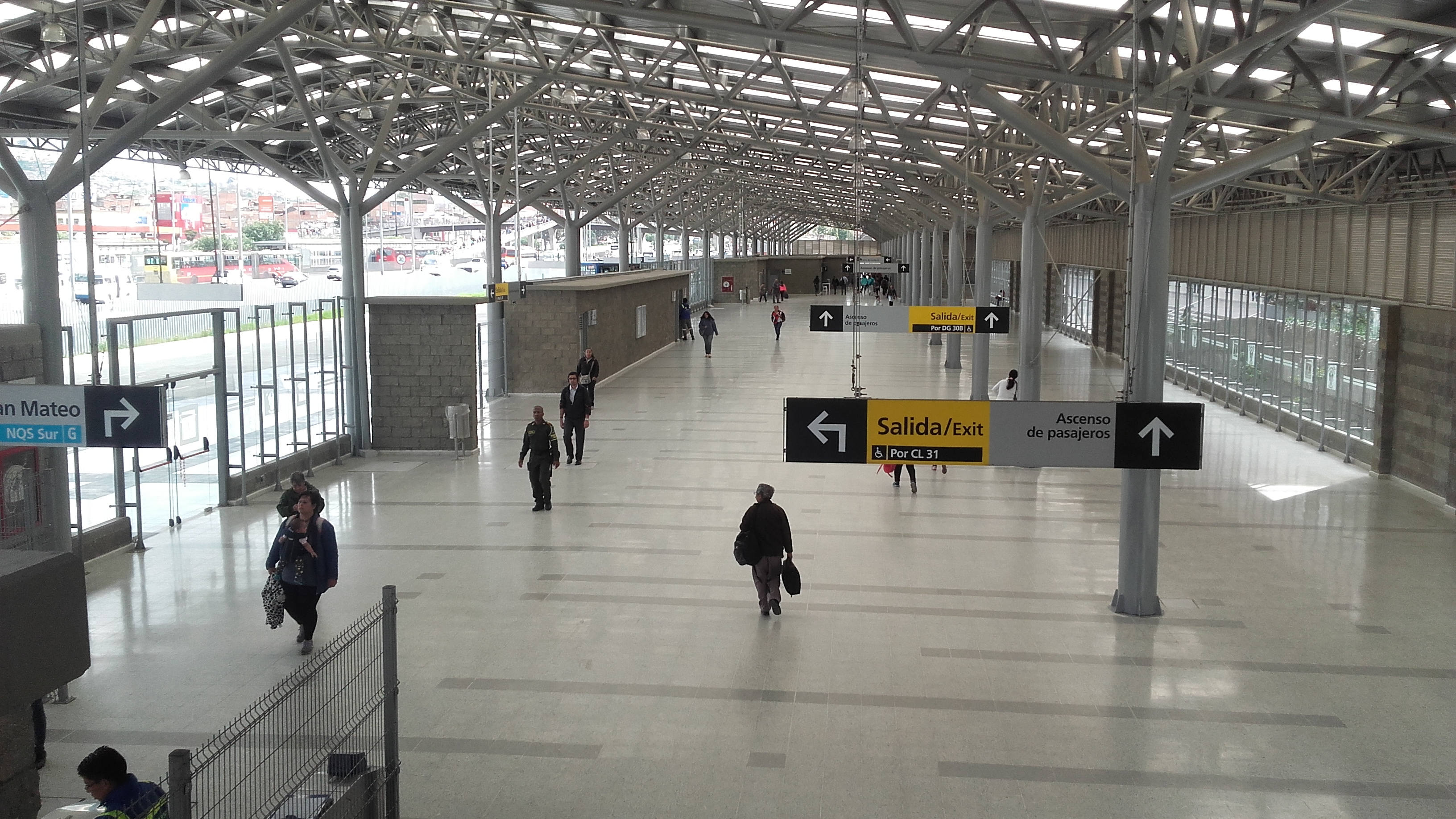
Estación Intermedia San Mateo de TransMilenio, en Soacha.
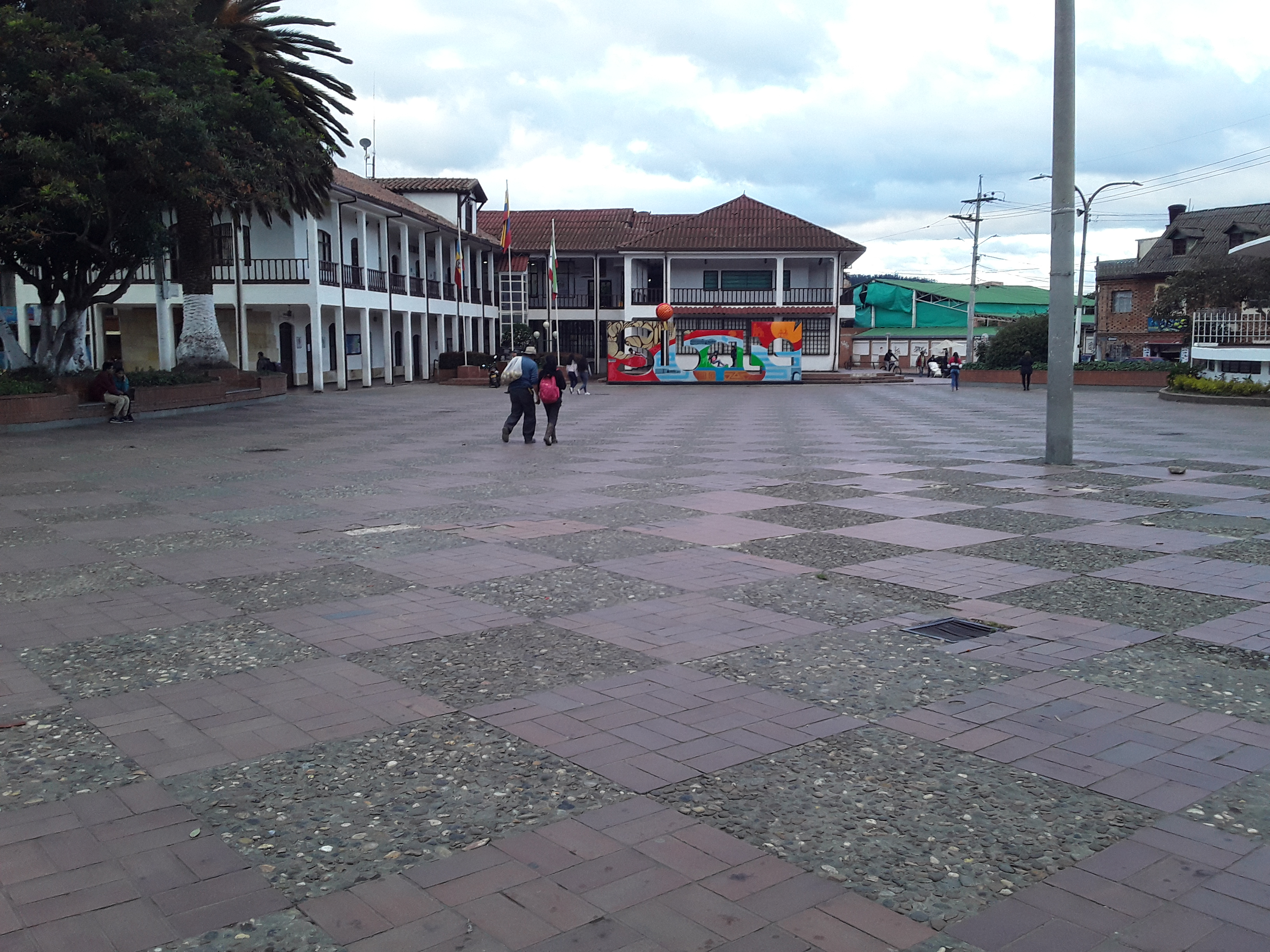
Parque Principal de Sibaté.